# D5 HD
D-5 — формат цифровой компонентной видеозаписи был разработан компанией Panasonic и представлен в 1993 году. 10-разрядный компонентный видеосигнал кодируется по стандарту 4:2:2 МККР 601. Частота дискретизации яркостного сигнала 13,5 МГц (для соотношения сторон кадра 4:3), может быть переключена на частоту 18 МГц (при 8-разрядном квантовании и соотношении 16:9). Компрессия видеосигнала не применяется, поэтому полный цифровой поток достигает 270 Мбит/с. При частоте дискретизации 18 МГц этот поток возрастает до 360 Мбит/с. В формате применяется полудюймовая магнитная лента, как в формате D-3, однако чтобы уместить весь поток на ленту скорость движения ленты по сравнению с форматом D-3 была увеличена вдвое, при этом время записи, соответственно, уменьшилось вдвое.
Изначально в формат D-5 была заложена возможность записи видео высокой четкости. Однако, реализована она была в дальнейшем развитии формата, получившим название D-5 HD.

## D-5 HD
Формат D-5 HD позволяет записывать видео высокой четкости на видеокассеты стандарта D-5, это стало возможным благодаря применению внутрикадрового кодирования с компрессией 4:1. В формате D-5 HD поддерживается запись форматов с чересстрочной развёрткой 1080 строк с частотой полей 60 и 59,94 Гц, все стандарты с прогрессивной развёрткой 720 строк и 1080 строк с частотой кадров 24, 25 и 30 Гц. Также поддерживается запись четырёх аудиоканалов с разрешением 24-бит/48 кГц, или восьми каналов 20-бит/48 кГц.
Для обработки видео в постпродакшн производстве часто используется захват материала высокой чёткости. Формат D-5 HD представляет собой наиболее дешёвый вариант для записи видео с поддержкой полного 2К-разрешения. В 2007 году Panasonic представила 2K процессор AJ-HDP2000, который разработан для пост-производства и телекинопреобразовательных систем. Процессор позволяет профессионалам записывать на существующие видеомагнитофоны стандарта D-5 HD 12-битное видео с разрешением 2K (2048 x 1080) и цветовым представлением 4:4:4 с применением компрессии JPEG2000, основанной на вейвлет-преобразовании.

## Технические характеристики формата D5
Видео
- Частота дискретизации, МГц
  - 13,5 (18) (Y)
  - 6,75 (R-Y/B-Y)
- Стандарт кодирования — 4:2:2 по стандарту МККР 601.
- Записываемый видеосигнал — компонентный
- Квантование, бит/отсчет — 10 (8)
- Поток информации (полный), Мбит/с — 270 (360)

Звук
- Частота дискретизации, кГц — 48
- Квантование, бит/отсчет — 20
- Число каналов — 4

Параметры формата
- Число видеоголовок — 18
- Скорость вращения, об/с — 100
- Диаметр барабана головок, мм — 76
- Скорость транспортирования ленты, мм/с — 167,228
- Ширина строчек, мкм — 18
- Шаг строчек, мкм — 18
- Азимут — +/-20°

Параметры носителя
- Размеры кассет, мм:
  - S — 161 х 98 х 25
  - L — 212 х 124 х 25
  - XL — 296 х 167 х 25
- Ширина ленты, мм — 12,65
- Толщина ленты, мкм — 11 — 14
- Рабочий слой — Металлопорошковый (1800 Э)
- Продольные дорожки — дорожки временного кода, управления, монтажного звука
- Время записи на кассеты, мин.:
  - 32, 62, 123 (при толщине ленты 11 мкм)
  - 22, 48, 92 (при толщине ленты 14 мкм)